# Михайловка (Гафурійський район)
Миха́йловка (рос. Михайловка, башк. Михайловка) — присілок у складі Гафурійського району Башкортостану, Росія. Входить до складу Бурлинської сільської ради.
До 10 вересня 2007 року присілок називався Івановка.
Населення — 3 особи (2010; 6 в 2002).
Національний склад:
- росіяни — 100%